# Mistrzostwa Mołdawii w piłce siatkowej mężczyzn
Mistrzostwa Mołdawii w piłce siatkowej mężczyzn (rum. Campionatul Moldovei la volei masculin, ros. Чемпионат Молдовы по волейболу среди мужчин, Czempionat Mołdowy po wolejbołu sriedi mużczin) to rozgrywki mające na celu wyłonienie mistrza Mołdawii. Obecnie uczestniczy w nim 6 drużyn. Liga powstała po utworzeniu państwa w 1993 roku.

## Medaliści
| Sezon     | 1. miejsce                                                              | 2. miejsce                                                              | 3. miejsce                                                              |
| --------- | ----------------------------------------------------------------------- | ----------------------------------------------------------------------- | ----------------------------------------------------------------------- |
| 1993      | Alfa Kiszyniów                                                          |                                                                         |                                                                         |
| 1993/1994 | Alfa Kiszyniów                                                          |                                                                         |                                                                         |
| 1994/1995 | Mołdowahydromasz Kiszyniów                                              |                                                                         |                                                                         |
| 1995/1996 | Mołdowahydromasz Kiszyniów                                              |                                                                         |                                                                         |
| 1996/1997 | Mołdowahydromasz Kiszyniów                                              |                                                                         |                                                                         |
| 1997/1998 | Dniestr Parkany                                                         |                                                                         |                                                                         |
| 1998/1999 | Dinamo-Sheriff Tyraspol                                                 |                                                                         |                                                                         |
| 1999/2000 | Speranța Kiszyniów                                                      |                                                                         |                                                                         |
| 2000/2001 | Speranța Kiszyniów                                                      |                                                                         |                                                                         |
| 2001/2002 | Speranța Kiszyniów                                                      |                                                                         |                                                                         |
| 2002/2003 | Speranța Kiszyniów                                                      | Dinamo Tyraspol                                                         |                                                                         |
| 2003/2004 | Speranța Kiszyniów                                                      | Dinamo Tyraspol                                                         |                                                                         |
| 2004/2005 | Dinamo-Energetic Tyraspol                                               |                                                                         |                                                                         |
| 2005/2006 | Dinamo-Energetic Tyraspol                                               |                                                                         |                                                                         |
| 2006/2007 | Dinamo-Energetic Tyraspol                                               | Dinamo Kiszyniów                                                        |                                                                         |
| 2007/2008 | Dinamo-Energetic Tyraspol                                               | Olimp Ungheni                                                           | USM Bostavan                                                            |
| 2008/2009 | Dinamo Tyraspol                                                         | Olimp Ungheni                                                           | Speranța-Găgăuzia Vulcănești                                            |
| 2009/2010 | Speranța-Găgăuzia Vulcănești                                            | Dinamo Tyraspol                                                         | Olimp Ungheni                                                           |
| 2010/2011 | Olimp Ungheni                                                           | Speranța-Găgăuzia Vulcănești                                            | Dinamo Tyraspol                                                         |
| 2011/2012 | Dinamo MAI Kiszyniów                                                    | Dinamo Tyraspol                                                         | Speranța-Găgăuzia Vulcănești                                            |
| 2012/2013 | Dinamo MAI Kiszyniów                                                    | Dinamo Tyraspol                                                         |                                                                         |
| 2013/2014 | Dinamo Tyraspol                                                         | USM Bostavan                                                            | Automobilist Tyraspol                                                   |
| 2014/2015 | Dinamo MAI Kiszyniów                                                    | Dinamo Tyraspol                                                         | Olimp Ungheni                                                           |
| 2015/2016 | Dinamo Tyraspol                                                         | Dinamo MAI Kiszyniów                                                    | Olimp Ungheni                                                           |
| 2016/2017 | Dinamo MAI Kiszyniów                                                    | USM Bostavan                                                            | Dinamo Tyraspol                                                         |
| 2017/2018 | Astra Kiszyniów                                                         | Dinamo MAI Kiszyniów                                                    | Tighina                                                                 |
| 2018/2019 | USM Bostavan                                                            | Tighina                                                                 | Dinamo Tyraspol                                                         |
| 2019/2020 | Z powodu pandemii COVID-19 rozgrywki zostały przerwane i niedokończone. | Z powodu pandemii COVID-19 rozgrywki zostały przerwane i niedokończone. | Z powodu pandemii COVID-19 rozgrywki zostały przerwane i niedokończone. |
| 2020/2021 | SKA Bendery                                                             | Olimp Moldova-USM Kiszyniów                                             | Dinamo MAI Kiszyniów                                                    |
| 2021/2022 | USM Kiszyniów                                                           | SKA Bendery                                                             | DOR-UTM Kiszyniów                                                       |
| 2022/2023 | USM Kiszyniów                                                           | Dinamo Tyraspol                                                         | DOR-UTM Kiszyniów                                                       |
| 2023/2024 | USM Kiszyniów                                                           | Speranța-Găgăuzia Vulcănești                                            | DOR-UTM Kiszyniów                                                       |
| 2024/2025 | Speranța Vulcănești                                                     | DOR-UTM Kiszyniów                                                       | Dinamo Tyraspol                                                         |